# Brytyjska szkoła analityczna
Brytyjska szkoła analityczna – nurt filozofii współczesnej, zainicjowany przez George'a Edwarda Moore'a oraz Bertranda Russella na początku wieku XX. Główne założenia szkoły sprowadzało się do wypracowania starannej metody analizy problemów ze szczególnym uwzględnianiem perspektywy językowej, problemu znaczenia i używania słów (czasami cała ta szkoła lub jej niektóre odmiany nazywane bywają filozofią lingwistyczną). Do najważniejszych przedstawicieli szkoły obok inicjatorów należeli lub należą, Jules Alfred Ayer, Gilbert Ryle, John Langshaw Austin, Peter Frederick Strawson, Michael Dummett i inni.

Polskim odpowiednikiem brytyjskiej szkoły analitycznej jest szkoła lwowsko-warszawska (oraz jej obecna kontynuacja) założona przez Kazimierza Twardowskiego, mniej więcej w tym samym czasie co szkoła brytyjska.